# Нижнє Збійне
Нижнє Збійне або Гуменське Збійне (словац. Nižné Zbojné) — частина села Збійне, до 1960 року самостійне село в Словаччині, на території теперішнього Меджилабірського округу Пряшівського краю. Розташоване в північно-східній частині Словаччини, у Низьких Бескидах в долині потока Вирава.
Уперше згадується у 1463 році.

## Пам'ятки
У селі є греко-католицька церква святого Миколая, єпископа з 1788 року в стилі бароко-класицизму.

## Населення
У 1880 році в селі проживали 172 особи, з них 123 вказали рідну мову русинську, 42 німецьку, 3 угорську, 2 словацьку, 2 були німі. Релігійний склад: 123 греко-католики, 6 римо-католиків, 43 юдеї.
У 1910 році в селі проживало 197 осіб, з них 148 вказало рідну мову русинську, 38 німецьку, 11 словацьку. Релігійний склад: 148 греко-католиків, 37 юдеїв, 12 римо-католиків.